# ウィトルウィウス

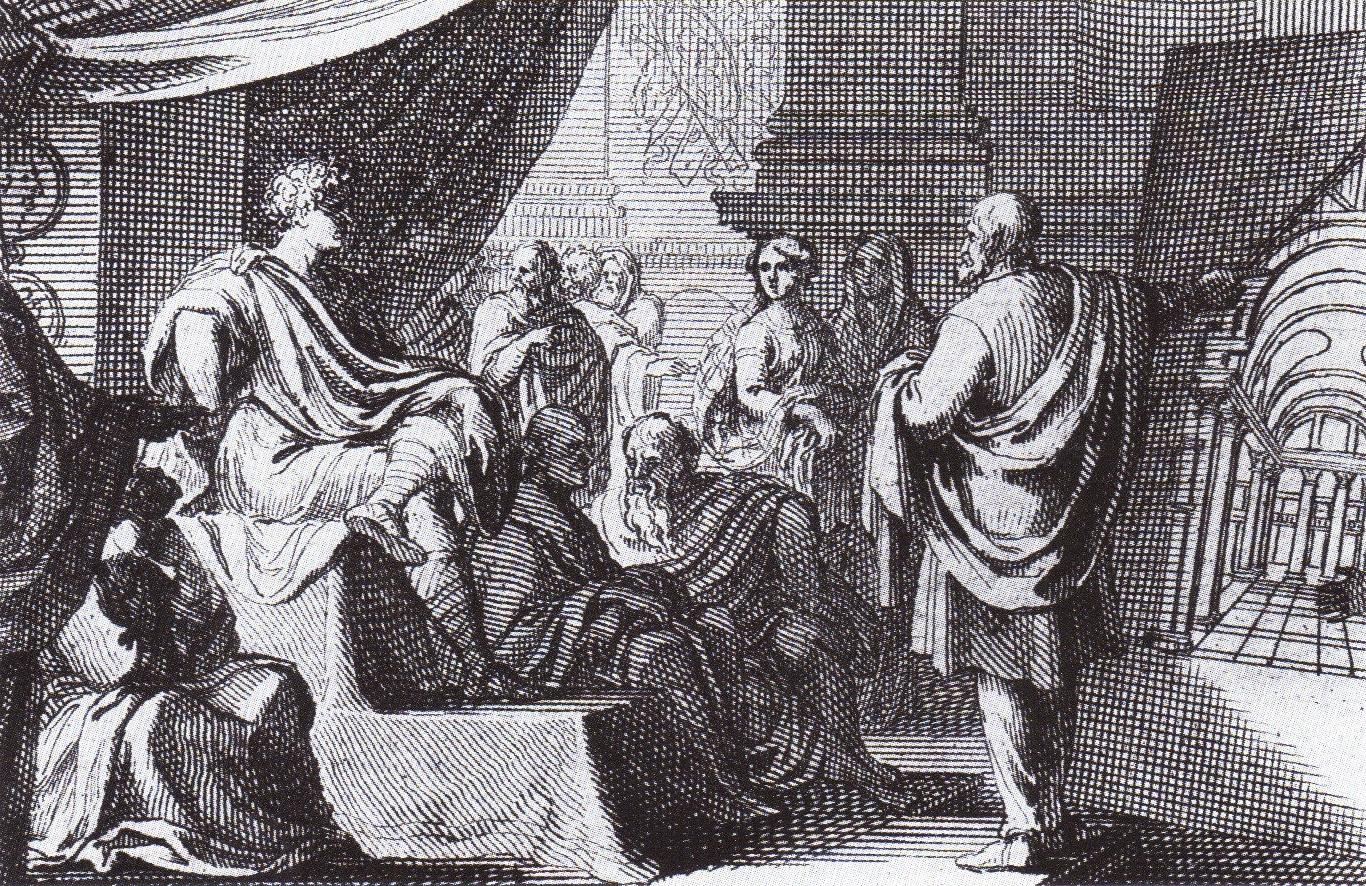
『建築について』をアウグストゥスに披露するウィトルウィウス（右）。1684年の絵画

マルクス・ウィトルウィウス・ポッリオ（ラテン語: Marcus Vitruvius Pollio, 紀元前80年/70年頃 - 紀元前15年以降）は、共和政ローマ末期・帝政ローマ初期に活動した建築家・建築理論家。『建築について』（De Architectura、『建築十書』）を著した。この書物は現存する最古の建築理論書であり、おそらくはヨーロッパにおける最初の建築理論書でもある。

## 概要
ウィトルウィウスについては、『建築について』の著者であること以外には知られず、その出生年、没年、家系は不詳である。ただし著作からは彼が建築家であることは明らかであり、またアフリカ戦争時にガイウス・ユリウス・カエサルの下で勤務し、アウグストゥスに仕えたことが確認できる。著作によって名声を得ようとしたようであるが、彼の『建築について』がローマ建築にどのような影響を与えたかは定かではない。但し、多くの専門家はウィトルウィウスの理論を建築技術の基礎と見なしており、建物のタイプ、スタイル、材料、および建設方法を分類するウィトルウィウスの試みは 土木工学、構造工学、建築技術、建築デザインなどの多くの分野の創設に影響を与えている。スティーブン・エミットによると「建築技術と設計の関係は、啓蒙主義と産業革命にさかのぼることができる。この時代は、技術と科学の進歩が進む道であり、進歩への確かな信頼の時代であった」とし、 テクノロジーの数と複雑さが増すにつれ、建築業界が細分化し始めたとしている 。

## 建築について
『建築について』はおそらく紀元前30年から紀元前23年の間に書かれたと推測される。この書において最も知られた理論は、ある建築が成功するかどうかは、職人の技や形式ではなく、建築家の仕事が社会ともつ相関性に依存するというものである。また、「よい建築は、堅固さ、快適さ、快という3つの条件によって成り立つ」とする定式は多くウィトルウィウスに帰せられるが、これが直接彼の理論であるか、それとも翻訳者による敷衍であるかどうかについては議論がある。
現在にまで『建築について』が伝わっているのは、カール大帝によるカロリング朝ルネサンスの賜物である。他のラテン語著作と同様、このときに多くの筆耕本が制作された。現在残る写本のほとんどは、このときに製作された写本のひとつ（大英博物館図書室所蔵・ハーレイ写本2767番）を定本としている。ウィトルウィウスの理論は中世においても知られていたが、ルネサンス期の建築家に特に注目され、新古典主義建築に到るまで古典的建築の基準として影響を与えた。
ウィトルウィウスは『建築について』の中で水車について論じている。古代ギリシアにおいて、水車とは水平に流れる小川の流れを利用して作動させる横向きの車輪を意味し、滝のように落下する水の力を利用して作動させる現代的な水車は知られていなかった。ウィトルウィウスは『建築について』において後者の水車を紹介し、こちらを用いることでより強力な水力を活用できることを、ヨーロッパで初めて提唱した。そして、西洋では現代に至るまでこちらの水車が一般的なものとして受け継がれている。このことから、水を縦に落として作動させる形式の水車は、横向きのギリシア型・ノルウェー型と対比して、ウィトルウィウス型と呼ばれている。